# Ribeira do Sanguinhal
A Ribeira do Sanguinhal é um curso de água português localizado na freguesia da Santo Antão, concelho da Calheta, ilha de São Jorge, arquipélago dos Açores.
Este curso de água tem origem a uma cota de cerca de 900 metros de altitude nos contrafortes montanhosos do Complexo Vulcânico do Topo, designadamente no Pico dos Frades e no Pico da Fabrica da Serra. Procede à drenagem de uma bacia hidrográfica que engloba os contrafortes destas elevações e se estende para a costa Norte da ilha.
Desagua no Oceano Atlântico precepitando-se do cimo de uma falésia que ronda os 400 metros de altura na Fajã do Sanguinhal entre a Fajã Redonda e a Fajã de Entre Ribeiras.